# 1978 (Al Bano & Romina Power)
1978 è il secondo album di inediti pubblicato in Italia da Al Bano e Romina Power. È il loro unico split album, escluse le tracce A1, A5, B2, B5.

## Descrizione
Contiene il brano We'll Live It All Again classificato al settimo posto al festival Eurovision Song Contest 1976. La canzone Non due fu presentata da Romina Power al Festival di Sanremo 1976. Un altro successo di questo album è Prima notte d'amore, canzone particolarmente apprezzata in Francia.

## Tracce

### Lato A: Romina Power
1. We'll Live It All Again (Albano Carrisi, Romina Power)
2. Non due (Romina Power, Albano Carrisi)
3. Tip tap (Romina Power, Albano Carrisi)
4. Piccolo amore (Romina Power)
5. Na na na (Romina Power, Albano Carrisi)
6. Dear Mr. Man (Romina Power, Andrea Lo Vecchio, Romina Power)

### Lato B: Al Bano
1. Prima notte d'amore (Romina Power, Albano Carrisi)
2. Immagini 77 (Albano Carrisi, Paolo Limiti)
3. E se tornerà (Albano Carrisi, Leandro Morelli)
4. Il covo delle aquile (Albano Carrisi, Sacchi, Andrea Lo Vecchio)
5. My Man, My Woman (Romina Power)
6. Ave Maria (testo: Vito Pallavicini – musica: Franz Schubert, rielaboratore Detto Mariano, Albano Carrisi)